# Auguste Pittaud de Forges
Auguste Pittaud de Forges (Parigi, 5 aprile 1803 – Saint-Gratien, 28 settembre 1881) è stato un drammaturgo e librettista francese.

## Biografia
Nato Auguste Pittaud, al 637, di rue Chabanais, settore Lepeletier di Parigi, inizia la carriera letteraria con gli pseudonimi di Deforges, de Forge o Desforges. Nel 1861, riceve, per decreto imperiale, la facoltà di aggiungere ufficialmente al cognome di nascita quello di de Forges. Ha anche utilizzato il nome d'autore Paul de Lussan.
Era nipote, in quanto figlio della figlia, di Madame de Genlis. Il 18 février 1873 è decorato con la croce di cavaliere della Legion d'Onore,  merito che in seguito toccò anche al figlio Philippe.

## Opere

### Teatro
- 1831: Scaramouche, ou la Pièce interrompue, aneddoto del 1669, in 2 atti, con Charles de Livry;[4]
- 1832: Vert-Vert, commedia in 3 atti con Adolphe de Leuven;
- 1833: Sophie Arnould, vaudeville in 3 atti con Adolphe de Leuven e Dumanoir;
- 1834: La Danseuse de Venise, commedia in 3 atti con Emmanuel Théaulon;
- 1834: Les Charmettes con Jean-François Bayard, e Louis-Émile Vanderburch;
- 1834: La Salamandre, commedia-vaudeville in 4 atti, con de Leuven e de Livry;
- 1834: La Tempête, ou l'Île des bossus, folie-vaudeville in 1 atto, con de Leuven e de Livry;
- 1835: La Périchole ou la Vierge du soleil, commedia in 1 atto con Théaulon ;
- 1835: Le Père Latuile ou le Cabaret de la barrière de Clichy, souvenir de 1814 en un acte,  vaudeville con de Leuven;
- 1837: Carmagnole ou Les Français sont des farceurs, vaudeville (episodio della guerra d'Italia) in 1 atto con Théaulon e Ernest Jaime;
- 1837: Schubry, commedia-vaudeville in un atto, con Paul Duport;
- 1837: Stradella, commedia mista a canti in un atto, con Duport;
- 1837: Un élève de Rome, commedia in un atto mista a canti, con Étienne Arago e Duport;
- 1839: Lekain à Draguignan, commedia in 2 atti, con Eugène Guinot;.
- 1840: Bob ou le Forgeron de saint Patrick, commedia in 2 atti mista a canti, con Duport;
- 1841: Une nuit au sérail, commedia in 3 atti, mista a canto, con Guinot;
- 1859: Une jambe anonyme, vaudeville in 1 atto, con Charles Basset (come Adrien Robert);

### Libretti
- 1836: Le Comte de Charolais ou les Couvreurs, commedia in 3 atti mista a canti, con Paul Duport, musica di Friedrich von Flotow;
- 1836: Rock le Barbu, opéra-comique in un atto, con Duport, musica di José Melchor Gomis;
- 1837: Rob Roy, opéra-comique in un atto, con Duport, musica di Flotow;
- 1844: Alessandro Stradella, opéra in 3 atti, con Emile Deschamps, Émilien Pacini e Duport, musica di von Flotow;
- 1847: L'Alcôve, opéra-comique in 1 atto, musica di Jacques Offenbach;
- 1853: Le Bijou perdu, opéra-comique in 3 atti, musica di Adolphe-Charles Adam;
- 1854: Luc et Lucette, opéra-comique in 1 atto, musica di J. Offenbach;
- 1855: Paimpol et Périnette, saynète in 1 atto, musica di J. Offenbach;
- 1856: Le 66, operetta in 1 atto, con Laurencin, musica di J. Offenbach;
- 1859: Les Vivandières des zouaves, opera bouffe in 1 atto, musica di J. Offenbach;
- 1859: La Veuve Grapin, opéra-comique in un atto, libretto, musica di Friedrich von Flotow;
- 1872: Fleurette opera-comique in 1 atto, musica di J. Offenbach;

### Pubblicazioni come Paul de Lussan
- Le Fils de l'homme, souvenirs de 1824, Paris, Nouveautés, 1830.[5]